# Jakob Odenthal

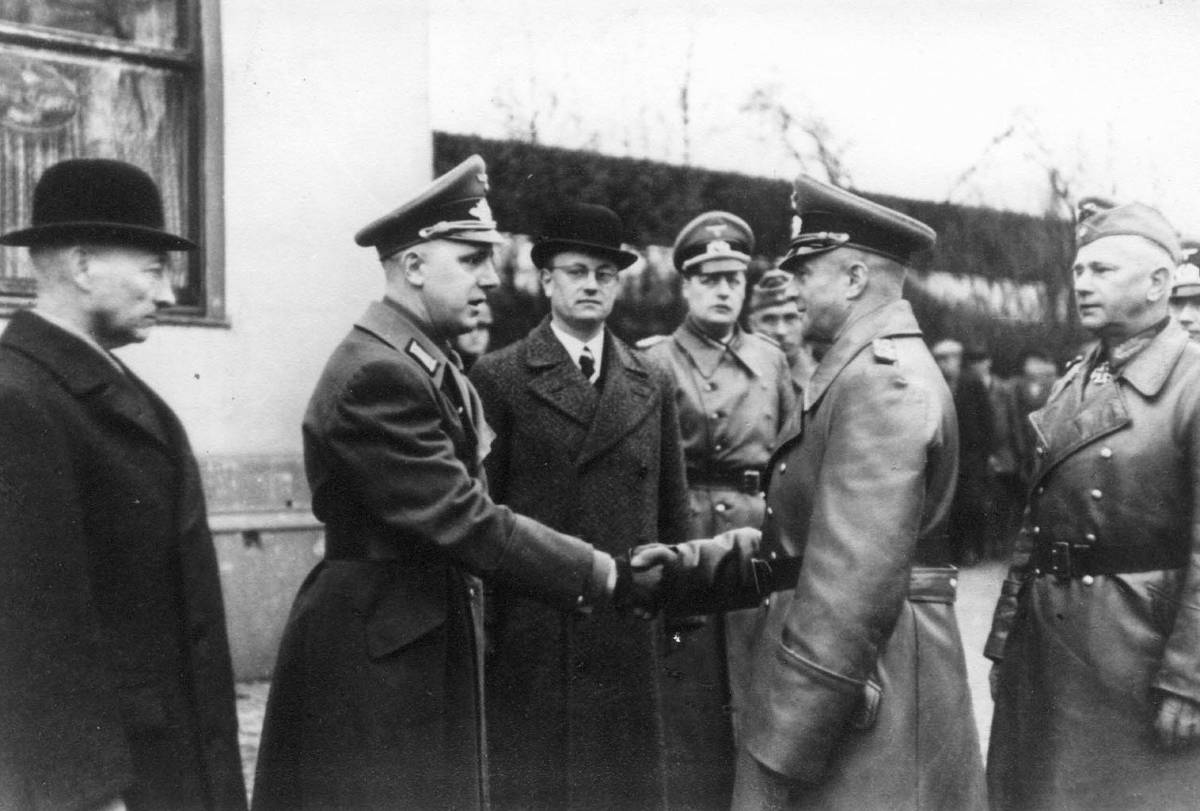
Jakob Odenthal (links) beim Empfang von Walther von Brauchitsch (2. v. r.) nach dem Angriff auf die Niederlande (Mai 1940)

Jakob Odenthal (* 24. April 1886 in Bergisch Gladbach; † 27. September 1954 in Düsseldorf) war Landrat des Landkreises Krefeld (1922 bis 1929) und des Kreises Kempen-Krefeld (1929 bis 1945).

## Leben
Jakob Odenthal studierte Rechtswissenschaften an der Eberhard Karls Universität Tübingen und wurde dort Mitglied der katholischen Studentenverbindung AV Guestfalia Tübingen im CV. Er war zunächst als Gerichtsassessor und nach dem Ende des Ersten Weltkriegs für die Stadtverwaltung Bergisch Gladbach, das Finanzamt Köln und bei der Regierung in Köln tätig.
Odenthal wurde 1922 in Nachfolge von Konrad Saaßen im Landkreis Crefeld kommissarischer Landrat; im Mai 1923 zum Landrat gewählt. Am 31. Juli 1929 wurde er in den einstweiligen Ruhestand versetzt; am 1. August 1929 kommissarisch mit der Verwaltung des Landratsamtes im Kreis Kempen-Krefeld beauftragt. Unter Odenthal folgte der Zusammenschluss des Landkreises Krefeld und des Kreises Kempen, der Landgemeinden Neersen und Schiefbahn, des Kreises München-Gladbach und der Landgemeinden Hinsbeck und Leuth, des Kreises Geldern zum neuen Kreis Kempen-Krefeld mit Verwaltungssitz ist die Stadtgemeinde Kempen.
Im Februar 1930 wurde er zum Landrat des Kreises Kempen-Krefeld ernannt und hatte das Amt bis 1945 inne. In seiner Amtszeit erfolgte zum 1. Januar 1934 die Einführung des preußischen Gemeindeverfassungsgesetzes vom 15. Dezember 1933 und die Umbenennung der Stadtgemeinden in Städte. Am 1. November 1934 setzte er die Einführung des preußischen Amtsordnung vom 8. Oktober 1934 um; zum 1. April 1935 führte er die Deutschen Gemeindeordnung vom 30. Januar 1935 ein und benannte die Landgemeinden in Gemeinden um. Am 1. Januar 1939 folgte die Umbenennung des Kreises Kempen-Krefeld in Landkreis Kempen-Krefeld, der am 1. Februar 1940 die Eingliederung der Stadtgemeinde und des Stadtkreises Viersen (teilweise) in den Landkreis Kempen-Krefeld folgte. Am 1. Februar 1942 folgte die Eingliederung der Stadt und des Stadtkreises München-Gladbach (teilweise) in den Landkreis Kempen-Krefeld. Am 1. Januar 1945 umfasste der Landkreis Kempen-Krefeld in der preußischen Rheinprovinz, Regierungsbezirk Düsseldorf, insgesamt 32 Gemeinden mit Verwaltungssitz in der Stadt Kempen am Niederrhein.
1945 ging er in den Ruhestand. Er wurde 1929 Namensgeber der Odenthalstraße in Krefeld-Fischeln.
Jakob Odenthal war verheiratet mit Klara Odenthal, geborene Bartz. Der Sohn Hans Odenthal wurde 1918 geboren, Internist, 1961 Chefarzt und 1962 Professor in Gelsenkirchen.